# Labruyère (Oise)
Pour les articles homonymes, voir Labruyère.
Labruyère est une commune française située dans le département de l'Oise en région Hauts-de-France.

## Géographie

### Localisation
La commune de Labruyère se situe à 62 kilomètres au sud d'Amiens, à 32 kilomètres à l'est de Beauvais, à 24 kilomètres à l'ouest de Compiègne et à 56 kilomètres au nord de Paris.
Du point de vue de sa superficie, la commune est la plus petite de l'ancien canton de Liancourt, avec 240 hectares.
Louis Graves indique en 1837 que Labryère est  une « petite commune adossée vers le nord au coteau qui porte le camp de César ; son territoire est montueux et boisé à l'ouest où il est limité par te route départementale de Liancourt à Catenoy ; il descend à l'est vers les marais de Sacy-le-Grand. Le chef-leu, à-peu-près central, est formé de maisons éparses réparties ea trois.ou quatre rues ».

Ambiance de la commune
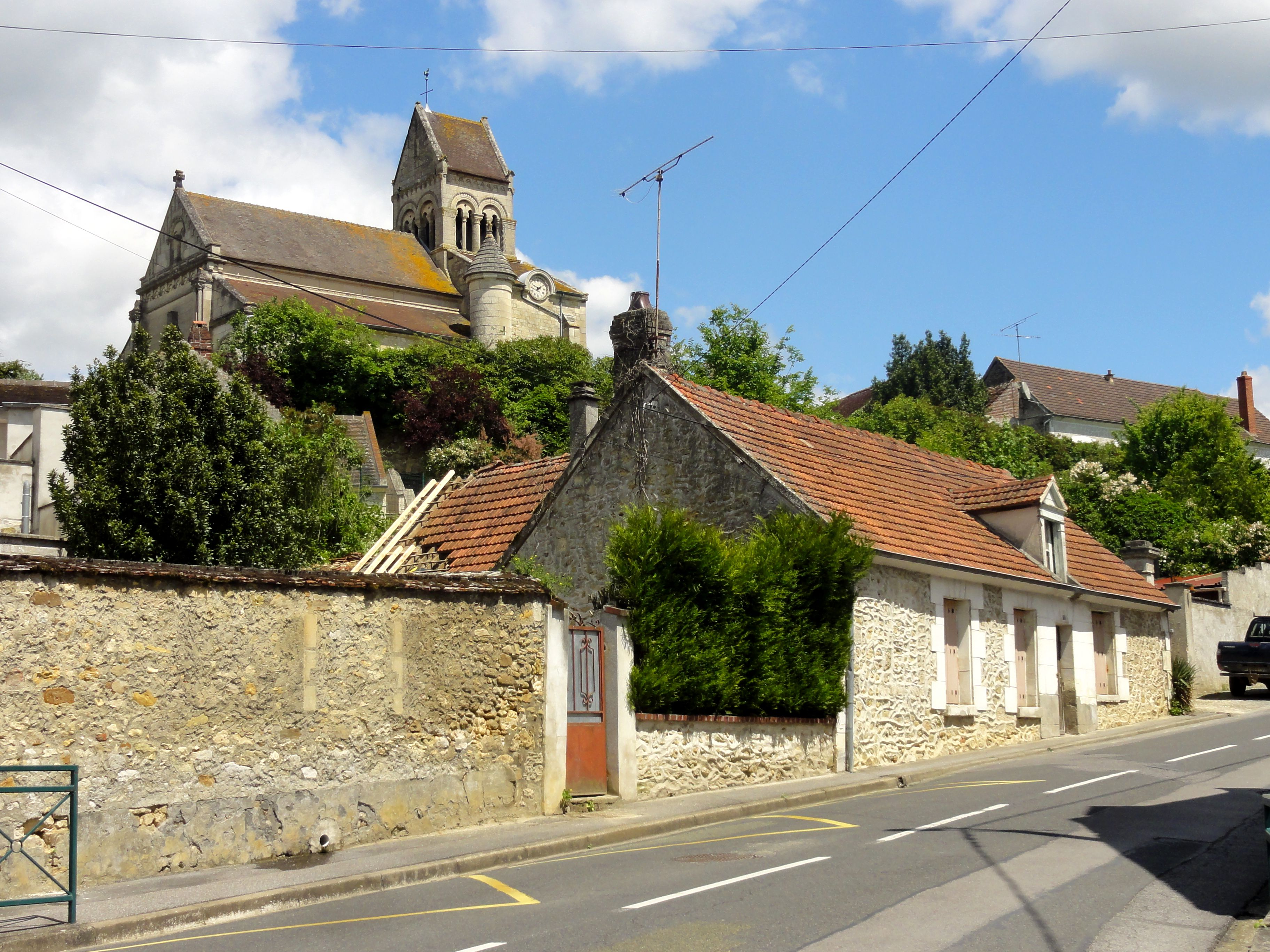
Rue du Colonel-Fabien et église.
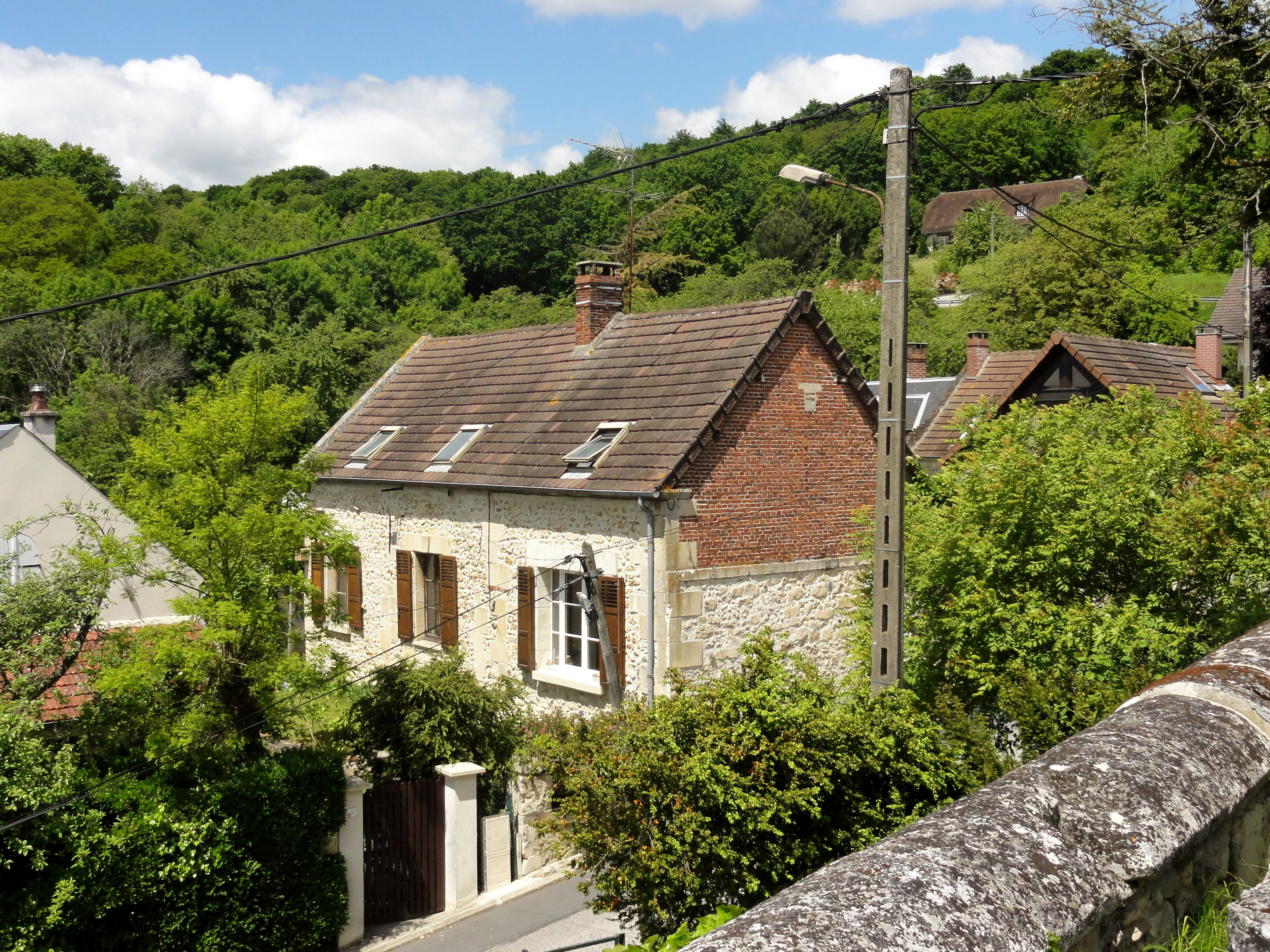

### Communes limitrophes
Les communes limitrophes sont  Bailleval, Catenoy, Rosoy et Sacy-le-Grand.
|           | Catenoy   |               |
| Bailleval | Labruyère | Sacy-le-Grand |
|           | Rosoy     |               |

### Géologie et relief
Il s'agit d'une petite commune adossée vers le nord au coteau qui porte le camp de César. Son territoire est montueux et boisé à l'ouest où il est limité par la route départementale de Liancourt à Catenoy. Il descend à l'est vers les marais de Sacy-le-Grand. Le chef-lieu est à peu près central, adossée à la montagne de Liancourt, face au sud-est où commence la grande cuvette qui fut le lac de Longa Aqua (actuel marais de Sacy-le-Grand). La commune s'étend entre 31 et 161 mètres d'altitude. La dénivellation constatée sur ce petit territoire est importante, du fait de sa situation entre l'ancien lac et le faîte de la colline. On relève 32 mètres d'altitude à l'origine des marais, 55 mètres dans le village, sur la route départementale 59, 136 mètres sur le plateau, à la limite de Bailleval, Labruyère et Rosoy, 153 mètres à l'extrémité de l'hôpital Paul-Doumer et 160 mètres au point le plus élevé.
En descendant de Liancourt à Labruyère on voit successivement du calcaire grossier blanc friable, du calcaire jaunâtre rocheux pétri de nummulites, d'huîtres et de moules d'autres coquilles, une roche dure sablonneuse, du sable jaunâtre à concrétions tuberculeuses et du sable jaune-verdâtre. Le talus des coteaux est couvert d'un dépôt sablonneux formant terrasse, qui paraît avoir été transporté ou remanié par les eaux. On y trouve beaucoup de petits galets, et en plusieurs lieux des lits ou amas de coquilles fossiles brisées pareilles à celles qui accompagnent les lignites du Soissonnais. On retrouve ces mêmes coquilles en fragments au-dessous du village. La commune se trouve en zone de sismicité 1 et les coteaux du bois des Côtes peuvent être assujettis à des mouvements de terrain.

### Hydrographie

#### Réseau hydrographique
La commune est située dans le bassin Seine-Normandie. Elle est drainée par la Frette,.
Labruyère possède des sources, qui furent autrefois nombreuses. Elles apparaissent dans les bois ou dans la partie basse du territoire. Leurs eaux gagnent toutes les marais, où elles contribuent à alimenter en eaux les canaux qui aboutissent à la rivière de Frette,.
La partie orientale de la commune comprend une partie de la zone humide du marais de Sacy-le-Grand, qui s'étendent  sur 1 000 hectares répartis dans plusieurs communes, dans laquelle se situent quelques mares et étangs. Le département en est propriétaire de 250, confiss en gestion au conservatoire d'espaces naturels des Hauts-de-France
Les zones les plus basses du territoire se situent au-dessus de plusieurs nappes phréatiques sous-affleurantes.

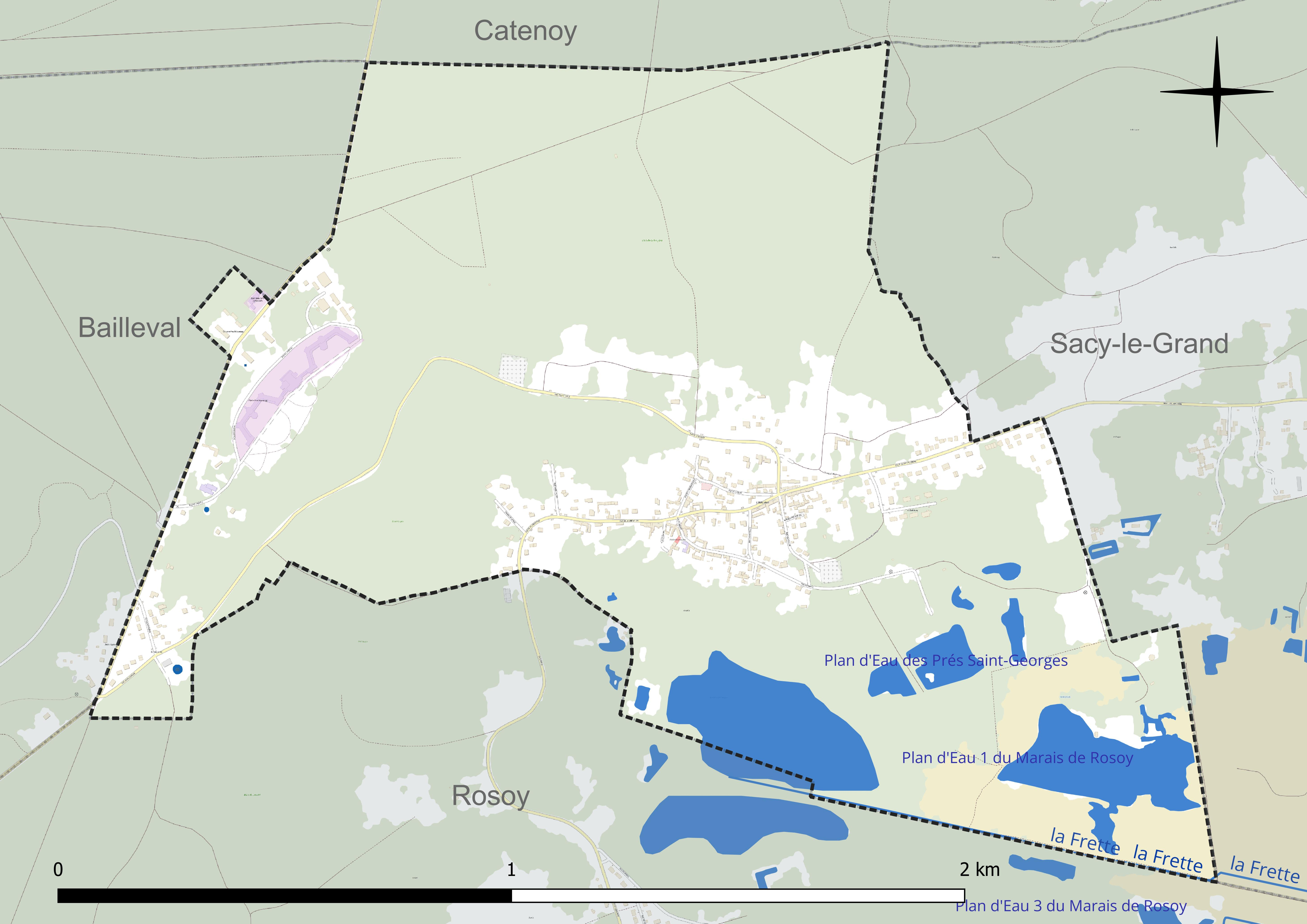
Réseau hydrographique de Labruyère.

Deux plans d'eau complètent le réseau hydrographique : le plan d'eau 1 du le marais de Rosoy (6,3 ha) et le plan d'eau des Prés Saint-Georges (1,3 ha),.

#### Gestion et qualité des eaux
Le territoire communal est couvert par le schéma d'aménagement et de gestion des eaux (SAGE) « Sensée ». Ce document de planification concerne un territoire de 789 km2 de superficie, délimité par trois bassins versants en totalité ou en partie (Aisne, Oise et Aronde). Le périmètre a été arrêté le 16 octobre 2001 et le SAGE proprement dit a été approuvé le 8 juin 2009, puis révisé le 27 novembre 2019. La structure porteuse de l'élaboration et de la mise en œuvre est le syndicat mixte Oise-Aronde.
La qualité des cours d'eau peut être consultée sur un site dédié géré par les agences de l'eau et l'Agence française pour la biodiversité.

### Climat
Pour des articles plus généraux, voir Climat des Hauts-de-France et Climat de l'Oise.
En 2010, le climat de la commune est de type climat océanique dégradé des plaines du Centre et du Nord, selon une étude du CNRS s'appuyant sur une série de données couvrant la période 1971-2000. En 2020, Météo-France publie une typologie des climats de la France métropolitaine dans laquelle la commune est exposée à un climat océanique et est dans la région climatique Nord-est du bassin Parisien, caractérisée par un ensoleillement médiocre, une pluviométrie moyenne régulièrement répartie au cours de l'année et un hiver froid (3 °C).
Pour la période 1971-2000, la température annuelle moyenne est de 10,8 °C, avec une amplitude thermique annuelle de 15 °C. Le cumul annuel moyen de précipitations est de 668 mm, avec 11,1 jours de précipitations en janvier et 8,2 jours en juillet. Pour la période 1991-2020, la température moyenne annuelle observée sur la station météorologique la plus proche, située sur la commune de Creil à 11 km à vol d'oiseau, est de 11,2 °C et le cumul annuel moyen de précipitations est de 662,2 mm,. Pour l'avenir, les paramètres climatiques de la commune estimés pour 2050 selon différents scénarios d'émission de gaz à effet de serre sont consultables sur un site dédié publié par Météo-France en novembre 2022.

### Milieux naturels et biodiversité
Hormis le tissu urbain, qui recouvre 12,8 % de la surface sur 31 hectares, le territoire est couvert à 73,5 % d'espaces boisés sur 181 hectares. Ils s'étendent sur la « Montagne » du Bois des Côtes, sur une partie des pentes et sur les terrains humides favorables aux peupleraies. Le Bois des Côtes ne fut régulièrement boisé qu'à partir du XVIIIe siècle. Sur les coteaux, les bois de Labruyère et Maupin complètent cet écosystème, jusqu'aux marais de Sacy-le-Grand. Cette zone humide, qui constitue la partie méridionale du territoire, s'étend jusqu'à Saint-Martin-Longueau. Formée par de nombreux étangs, elle occupe 20 hectares de la superficie communale, soit 8,2 %. Les vergers et prairies rassemblent 11 hectares et 2,4 hectares sont consacrés aux cultures,. Auparavant il y avait sur la colline des landes parcourues par des troupeaux et habitées par de nombreux lapins. On y trouvait également des fleurs de bruyère.
Les marais de Sacy-le-Grand font partie du réseau natura 2000 et sont également inscrits en Zone naturelle d'intérêt écologique, faunistique et floristique de type 1. Ces marais constituent une zone importante pour la protection des oiseaux (ZICO). Le bois des Côtes constitue une Zone naturelle d'intérêt écologique, faunistique et floristique de type 1. Les différents bois et marais constituent des corridors écologiques potentiels.

## Urbanisme

### Typologie
Au 1er janvier 2024, Labruyère est catégorisée commune rurale à habitat dispersé, selon la nouvelle grille communale de densité à sept niveaux définie par l'Insee en 2022.
Elle est située hors unité urbaine. Par ailleurs la commune fait partie de l'aire d'attraction de Paris, dont elle est une commune de la couronne,.

### Occupation des sols

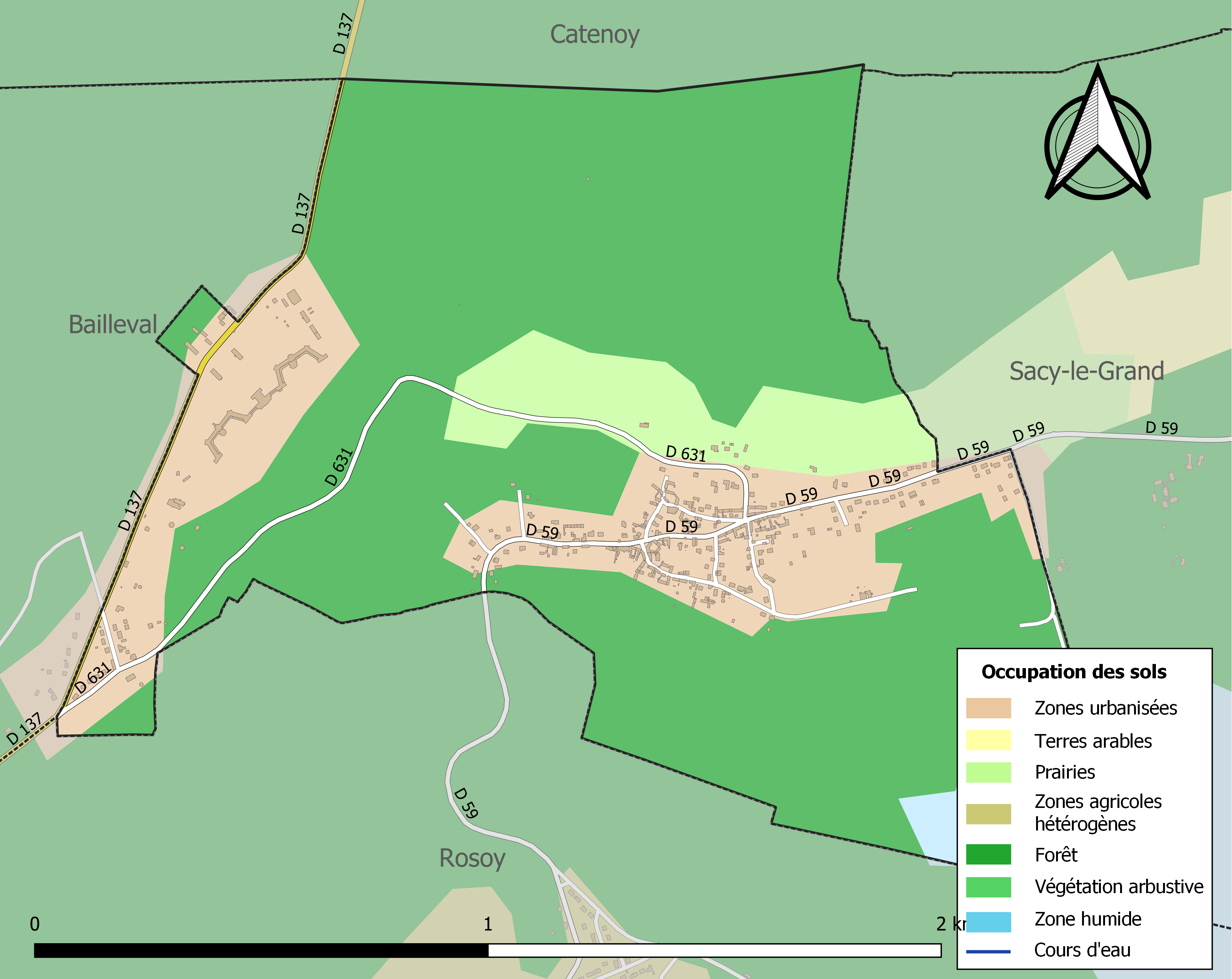
Carte des infrastructures et de l'occupation des sols de la commune en 2018 (CLC).

L'occupation des sols de la commune, telle qu'elle ressort de la base de données européenne d'occupation biophysique des sols Corine Land Cover (CLC), est marquée par l'importance des forêts et milieux semi-naturels (65,1 % en 2018), en diminution par rapport à 1990 (69,1 %). La répartition détaillée en 2018 est la suivante : 
forêts (65,1 %), zones urbanisées (18,6 %), zones humides intérieures (9,1 %), prairies (7,2 %). L'évolution de l'occupation des sols de la commune et de ses infrastructures peut être observée sur les différentes représentations cartographiques du territoire : la carte de Cassini (XVIIIe siècle), la carte d'état-major (1820-1866) et les cartes ou photos aériennes de l'IGN pour la période actuelle (1950 à aujourd'hui).

### Morphologie urbaine
La commune a reçu, dans les années 1960, 1,59 hectare retiré à Bailleval en vue de l'implantation d'une école et de quelques maisons. Un lotissement a été construit au lieu-dit les Sablons, dans le prolongement du village.

### Hameaux et lieux-dits
Labruyère n'avait pas de hameau jusqu'en 1932 époque où est ouvert, sur le Plateau, dans la forêt, l'établissement de l'hôpital Villemin-Paul-Doumer. Le hameau de Demi-Lune a été construit au carrefour des D 137 et D 631, près de l'hôpital.

### Habitat et logement
En 2020, le nombre total de logements dans la commune était de 230, alors qu'il était de 201 en 2015 et de 188 en 2010.
Parmi ces logements, 89,5 % étaient des résidences principales, 3,2 % des résidences secondaires et 7,3 % des logements vacants. Ces logements étaient pour 91,5 % d'entre eux des maisons individuelles et pour 8,5 % des appartements.
Le tableau ci-dessous présente la typologie des logements à Labruyère en 2020 en comparaison avec celle de l'Oise et de la France entière. Une caractéristique marquante du parc de logements est ainsi une proportion de résidences secondaires et logements occasionnels (3,2 %) supérieure à celle du département (2,4 %) mais inférieure à celle de la France entière (9,7 %). Concernant le statut d'occupation de ces logements, 82,3 % des habitants de la commune sont propriétaires de leur logement (78,8 % en 2015), contre 61,4 % pour l'Oise et 57,5 pour la France entière.
| Typologie                                               | Labruyère | Oise | France entière |
| ------------------------------------------------------- | --------- | ---- | -------------- |
| Résidences principales (en %)                           | 89,5      | 90,5 | 82,1           |
| Résidences secondaires et logements occasionnels (en %) | 3,2       | 2,4  | 9,7            |
| Logements vacants (en %)                                | 7,3       | 7,1  | 8,2            |

### Voies de communications et transports

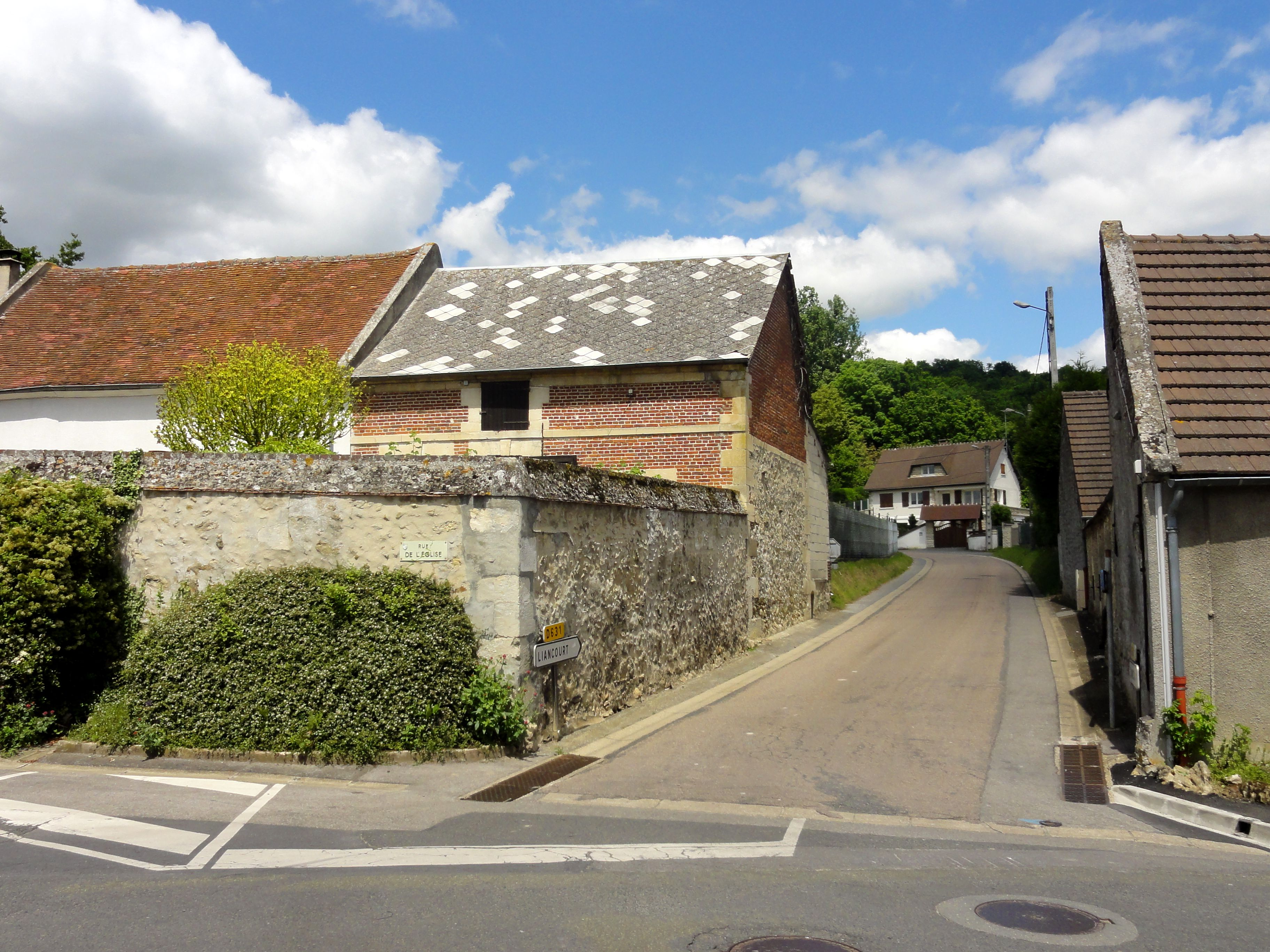
Angle entre la RD 59 (rue du Colonel-Fabien) et la RD 631 vers Liancourt (rue de la Source).

La commune est desservie par trois routes départementales : la RD59, la RD137 et la RD 631.
La route départementale 137, de Noailles à Maimbeville, venant de Liancourt et descendant vers Catenoy, sépare les deux communes de Labruyère et de Bailleval, au milieu du bois des Côtes. Il constitue la limite ouest du territoire en passant par l'hôpital Paul-Doumer et le hameau de Demi-Lune. Il s'agit du principal axe routier de la commune.
La route départementale 59, de Verderonne à Sacy-le-Grand, en passant par Rosoy, traverse le village par les rues de la Libération et du Colonel-Fabien. Enfin, la route départementale 631 relie la D 137, au hameau de Demi-Lune, à la D 59 dans le chef-lieu. Elle constitue la rue Henri-Legrand à Demi-Lune et la rue de la source dans le village. Une voie communale relie Demi-Lune à Bailleval, en croisant la D 137.
La halte ferroviaire la plus proche est la gare de Liancourt - Rantigny, sur la ligne de Paris-Nord à Lille, qui se trouve à 5,5 km kilomètres à l'ouest. La gare de Rieux - Angicourt, sur la ligne de Creil à Jeumont, au sud, se situe à la même distance.
La commune est desservie, en 2023, par les lignes 687, 6218, 6246, 6316 et 6354 du réseau interurbain de l'Oise. Une navette de regroupement pédagogique intercommunal (ligne 6843) a été mise en place avec les communes de Rosoy, Verderonne et Angicourt.

## Toponymie
Le toponyme Labruyère est issu du nom de la plante des bois homonyme. En picard il se prononce « Eulbruier ».

Le radical du mot bruyère est issu du gaulois bruco- (cf. breton brug « bruyère »), suivi du suffixe -ière d'origine latine -aria.

## Histoire

### Antiquité
Il ne semble pas que le territoire de la commune ait eu des habitants sédentaires au temps des Gaulois ni pendant l'occupation romaine. Mais, dès l'installation des légions sur le Plateau, il avait reçu un détachement chargé du service et de la sécurité du port établi à l'extrémité ouest du lac de Longa Agua (actuel marais de Sacy-le-Grand). Des bateaux plats apportaient là, depuis la Seine, par l'Oise et la Grande Mer, du matériel destiné aux Romains. Une estacade existait vers les lieux-dits la Cour Noël, Cornelle et la Corne. On y a découvert des pièces de bois du communs aux madriers et de celles utilisées à la construction des « pontes » ou ponts de Fascines du marais de Breuil-le-Sec. D'autre part, la cavée joignant ce port à la colline était protégée à son arrivée sur celle-ci par l'ouvrage qui traverse la D 137 actuelle. Ce Camp sud se trouvait sensiblement où se trouve la chaufferie actuelle de l'hôpital Paul-Doumer, à mi-chemin entre le hameau de Demi-Lune et l'extrémité du Grand Camp.

### Moyen Âge
Les habitants qui se sont ensuite fixés dans de lieu doivent, comme tous ceux de la contrée, se défendre contre les Normands envahisseurs, au IXe siècle. Ils auraient creusé un souterrain dans la montagne, souterrain-refuge probablement. Selon certains documents, cet ouvrage gagnait directement au nord le château de Catenoy ou celui du Fayel. Son entrée serait une ferme dans le village. La tradition rapporte qu'un traité aurait été signé jadis à Labruyère[réf. nécessaire].
Au XIIe siècle la localité est hameau de Catenoy qui devient indépendante et reçoit une charte communale lui donnant le titre de « ville », au XIVe siècle. Cette décision de Louis VII est plus tard contestée par la mairie royale de Brenouille, les lettres originales ayant été perdues par suite des guerres. Mais Charles V confirme les privilèges accordés dans sa lettre datée de mai 1371.
En 1380, le seigneur de Labruyère, Verderonne, Villers-lès-Catenoy et Villers-Saint-Paul est Pierre de Villers. En 1382 il donne aveu au roi de la terre de Labruyère, mouvante du château de Senlis.

### Temps modernes

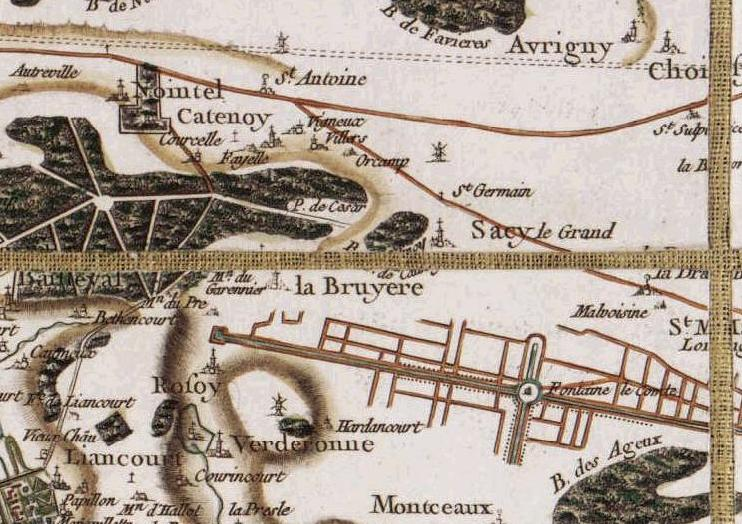
La commune de Labruyère par la carte de Cassini.

Le 17 mars 1584, Charlotte de Labruyère, épouse de Christophe de Lannoy, seigneur de La Boissière, vend la seigneurie de Labruyère à Louis Pottier de Gesves, secrétaire d'État, déjà propriétaire de Verderonne. Le 27 décembre 1599, Jeanne de Villers, veuve en secondes noces de Jean de Pons, vend sa part de la terre de Labruyère à Charles du Plessis, seigneur de Liancourt, époux d'Antoinette de Pons, faisant entrer la paroisse entrait dans le marquisat de Liancourt. La population était chiffrée à 210 habitants en 1720.

### Époque contemporaine
La commune, instituée par la Révolution française est incorporée à Sacy-le-Grand le 3 octobre 1827 et reprend son autonomie communale le 15 septembre 1833.
En 1837, Labruyère compte une école, une tourbière et des praires communales. Une partie de la population  fabrique des tabatières et des boutons de corne.
L'hôpital Villemin-Paul-Doumer reçoit depuis 1932 des personnes âgées. En complément une école est  créée, en 1961, pour les enfants du personnel, sur un terrain provenant de la commune de Bailleval. Au recensement de 1962 la population totale s'élevait à 669 personnes, dont 326 comptées à part. On ne comptait autrefois dans la commune que des cultivateurs et des vignerons. Dans les années 1960 les salariés sont en très grande majorité des ouvriers d'usines ou agents de services de l'Assistance publique.

## Politique et administration

### Rattachements administratifs et électoraux

#### Rattachements administratifs
La commune se trouve depuis 1942 dans l'arrondissement de Clermont du département de l'Oise.
Elle faisait partie depuis 1803 du canton de Liancourt. Dans le cadre du redécoupage cantonal de 2014 en France, cette circonscription administrative territoriale a disparu, et le canton n'est plus qu'une circonscription électorale.

#### Rattachements électoraux
Pour les élections départementales, la commune fait partie depuis 2014 du canton de Clermont
Pour l'élection des députés, elle fait partie de la septième circonscription de l'Oise.

### Intercommunalité
Labruyère est membre de la communauté de communes du Liancourtois - la Vallée dorée, un établissement public de coopération intercommunale (EPCI) à fiscalité propre créé initialement en 1963 et auquel la commune a transféré un certain nombre de ses compétences, dans les conditions déterminées par le code général des collectivités territoriales.

### Liste des maires
| Période                                  | Période                   | Identité                | Étiquette | Qualité |
| ---------------------------------------- | ------------------------- | ----------------------- | --------- | --- |
| Les données manquantes sont à compléter. |                           |                         |           | |
| septembre 1974                           | 24 septembre 2012,        | Alain Crevits           | RPR       | Gestionnaire en assurance Conseiller général de Liancourt (1984 → 1988) Président du Sivom Labruyère-Rosoy-Verderonne Mort en fonction |
| novembre 2012                            | En cours (au 6 juin 2023) | Jean-François Croisille | DVD       | Fonctionnaire Réélu pour le mandat 2020-2026                                                                                           |

## Équipements et services publics

### Eau et déchets
Un château d'eau se localisant au hameau de Demi-Lune alimente en eau les besoins de la commune.
Le champ captant de Labruyère, exploité en régie par l'intercommunalité, alimente en eau potable 24 000 habitants du Liancourtois

### Santé
L'Hôpital Villemin-Paul-Doumer de l'Assistance publique - Hôpitaux de Paris, spécialisé dans la gériatrie, est implanté dans la commune depuis 1932. Afin d'amùéliorer son ancrage dans le département, il ouvre en 2023 des consultations en gériatre, médecine générale, neurologie, podologie et évaluation/traitement de la douleur, ouvertes aux patients du secteur.

## Population et société

### Démographie

#### Évolution démographique
L'évolution du nombre d'habitants est connue à travers les recensements de la population effectués dans la commune depuis 1793. Pour les communes de moins de 10 000 habitants, une enquête de recensement portant sur toute la population est réalisée tous les cinq ans, les populations de référence des années intermédiaires étant quant à elles estimées par interpolation ou extrapolation. Pour la commune, le premier recensement exhaustif entrant dans le cadre du nouveau dispositif a été réalisé en 2007.

En 2022, la commune comptait 699 habitants, en évolution de +2,19 % par rapport à 2016 (Oise : +0,87 %, France hors Mayotte : +2,11 %).
| 1793 | 1800 | 1806 | 1821 | 1836 | 1841 | 1846 | 1851 | 1856 |
| ---- | ---- | ---- | ---- | ---- | ---- | ---- | ---- | ---- |
| 260  | 225  | 261  | 261  | 278  | 247  | 260  | 248  | 257  |

| 1861 | 1866 | 1872 | 1876 | 1881 | 1886 | 1891 | 1896 | 1901 |
| ---- | ---- | ---- | ---- | ---- | ---- | ---- | ---- | ---- |
| 247  | 238  | 256  | 265  | 267  | 246  | 224  | 213  | 198  |

| 1906 | 1911 | 1921 | 1926 | 1931 | 1936 | 1946 | 1954 | 1962 |
| ---- | ---- | ---- | ---- | ---- | ---- | ---- | ---- | ---- |
| 183  | 170  | 157  | 146  | 187  | 574  | 627  | 726  | 563  |

| 1968 | 1975 | 1982 | 1990 | 1999 | 2006 | 2007 | 2012 | 2017 |
| ---- | ---- | ---- | ---- | ---- | ---- | ---- | ---- | ---- |
| 699  | 803  | 779  | 721  | 588  | 648  | 651  | 658  | 691  |

| 2022 | - | - | - | - | - | - | - | - |
| ---- | - | - | - | - | - | - | - | - |
| 699  | - | - | - | - | - | - | - | - |

La hausse de la population constatée entre 1931 et 1936 correspond sans doute à l'ouverture de l'Hôpital Villemin-Paul-Doumer.

#### Pyramide des âges
La population de la commune est relativement âgée.
En 2018, le taux de personnes d'un âge inférieur à 30 ans s'élève à 27,5 %, soit en dessous de la moyenne départementale (37,3 %). À l'inverse, le taux de personnes d'âge supérieur à 60 ans est de 41,2 % la même année, alors qu'il est de 22,8 % au niveau départemental.
En 2018, la commune comptait 328 hommes pour 372 femmes, soit un taux de 53,14 % de femmes, largement supérieur au taux départemental (51,11 %).
Les pyramides des âges de la commune et du département s'établissent comme suit.
| Hommes | Classe d’âge | Femmes |
| ------ | ------------ | ------ |
| 3,4    | 90 ou +      | 10,7   |
| 15,3   | 75-89 ans    | 20,5   |
| 19,1   | 60-74 ans    | 13,0   |
| 18,3   | 45-59 ans    | 16,9   |
| 13,7   | 30-44 ans    | 13,7   |
| 12,4   | 15-29 ans    | 9,6    |
| 17,8   | 0-14 ans     | 15,6   |

| Hommes | Classe d’âge | Femmes |
| ------ | ------------ | ------ |
| 0,5    | 90 ou +      | 1,4    |
| 5,5    | 75-89 ans    | 7,6    |
| 15,6   | 60-74 ans    | 16,3   |
| 20,8   | 45-59 ans    | 20     |
| 19,4   | 30-44 ans    | 19,4   |
| 17,6   | 15-29 ans    | 16,2   |
| 20,6   | 0-14 ans     | 19,1   |

### Enseignement
Les communes de Rosoy, Verderonne et Labruyère gèrent l'enseignement primaire au sein d'un regroupement pédagogique intercommunal.

## Culture locale et patrimoine

### Lieux et monuments

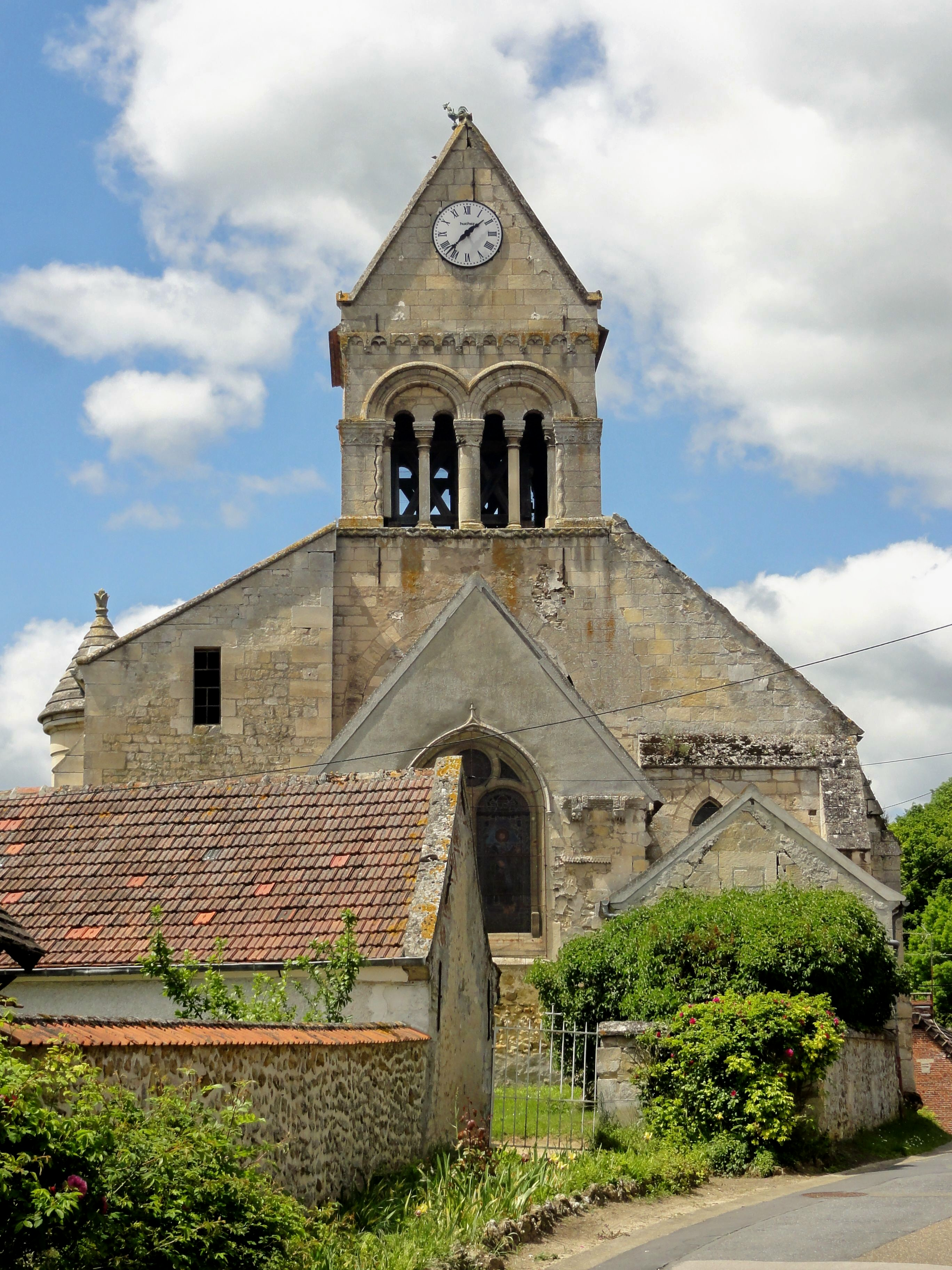
L'église Saint-Pierre-et-Saint-Paul.

Labruyère ne compte aucun bâtiment classé ou inscrit au titre des monuments historiques sur son territoire.
On peut néanmoins signaler : 
- Église Saint-Pierre-et-Saint-Paul, rue de l'Église : Il est fait mention d'une église en ce lieu en 1149. Si sa nef et ses bas-côtés sont néo-romans et sans intérêt particulier, les parties orientales et le clocher en bâtière central datent encore de la première église paroissiale, qui fut achevée pendant la seconde moitié du XIIe siècle. Le chœur du second quart du XIIe siècle est la partie la plus ancienne. Il se compose de deux travées voûtées en berceau brisé, dont la première sert de base au clocher. Ses quatre chapiteaux romans sont d'une facture archaïque et paraissent anachroniques à la période de construction. Les bases des colonnes engagées sont flanquées de griffes aux angles, dont chacune reproduit un motif différent. Leur authenticité n'est toutefois pas assurée. Les deux croisillons ou chapelles sont un peu plus tardifs. Leur intérêt réside surtout dans les niches d'autel, qui sont rares dans la région. Le croisillon sud, qui fut bâti en premier lieu, possède une voûte d'ogives qui peut encore passer pour romane. La voute du croisillon nord a été refaite à la période gothique flamboyant. À l'extérieur, l'étage de beffroi du clocher et la deuxième travée du chœur méritent l'attention pour leur décor sculpté très abouti, qui fait appel à certains motifs peu répandus, tout en s'inscrivant dans les traditions architecturales de la région[41].

L'église Saint-Pierre et Saint-Paul
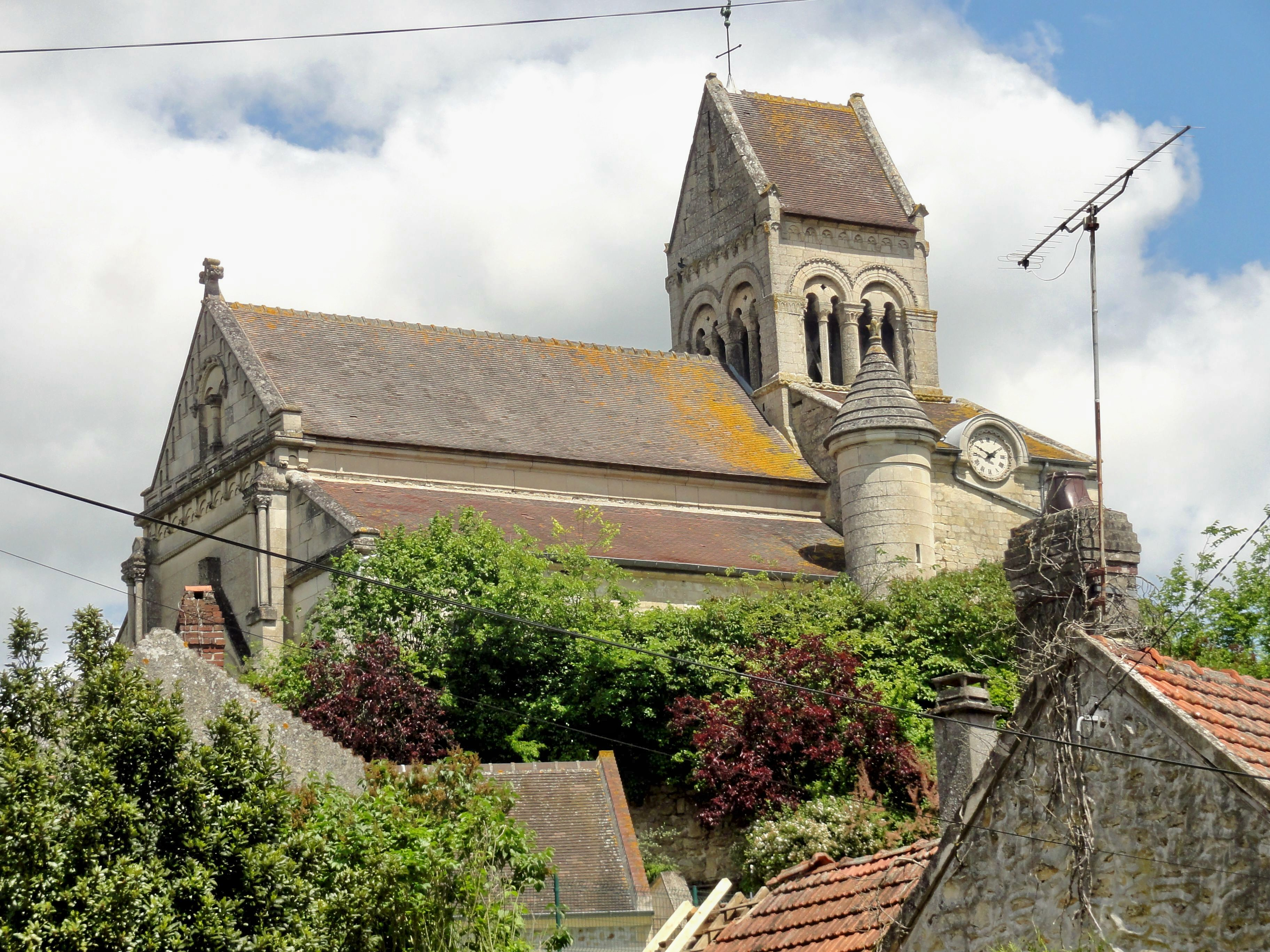
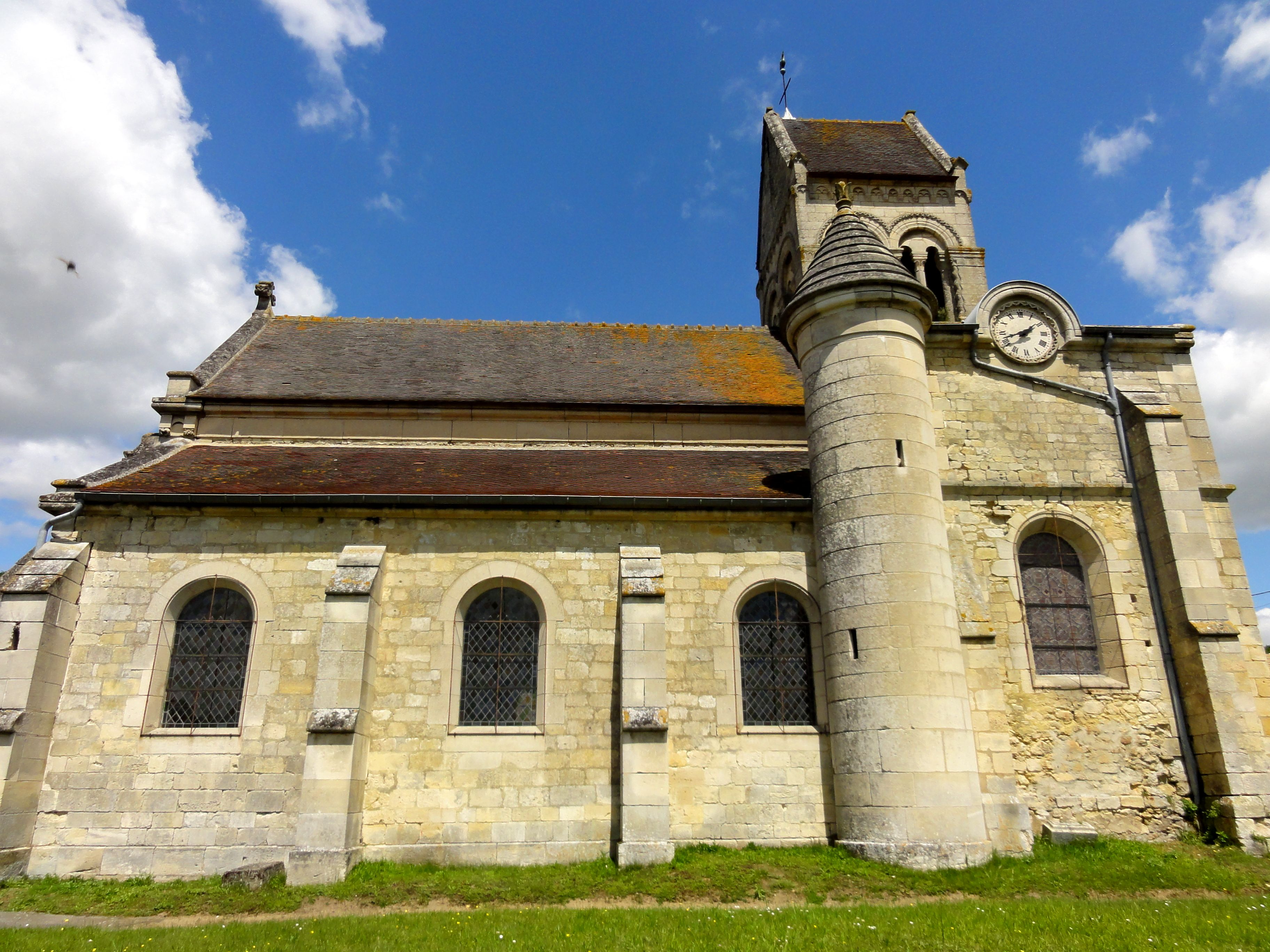
Vue depuis le sud.
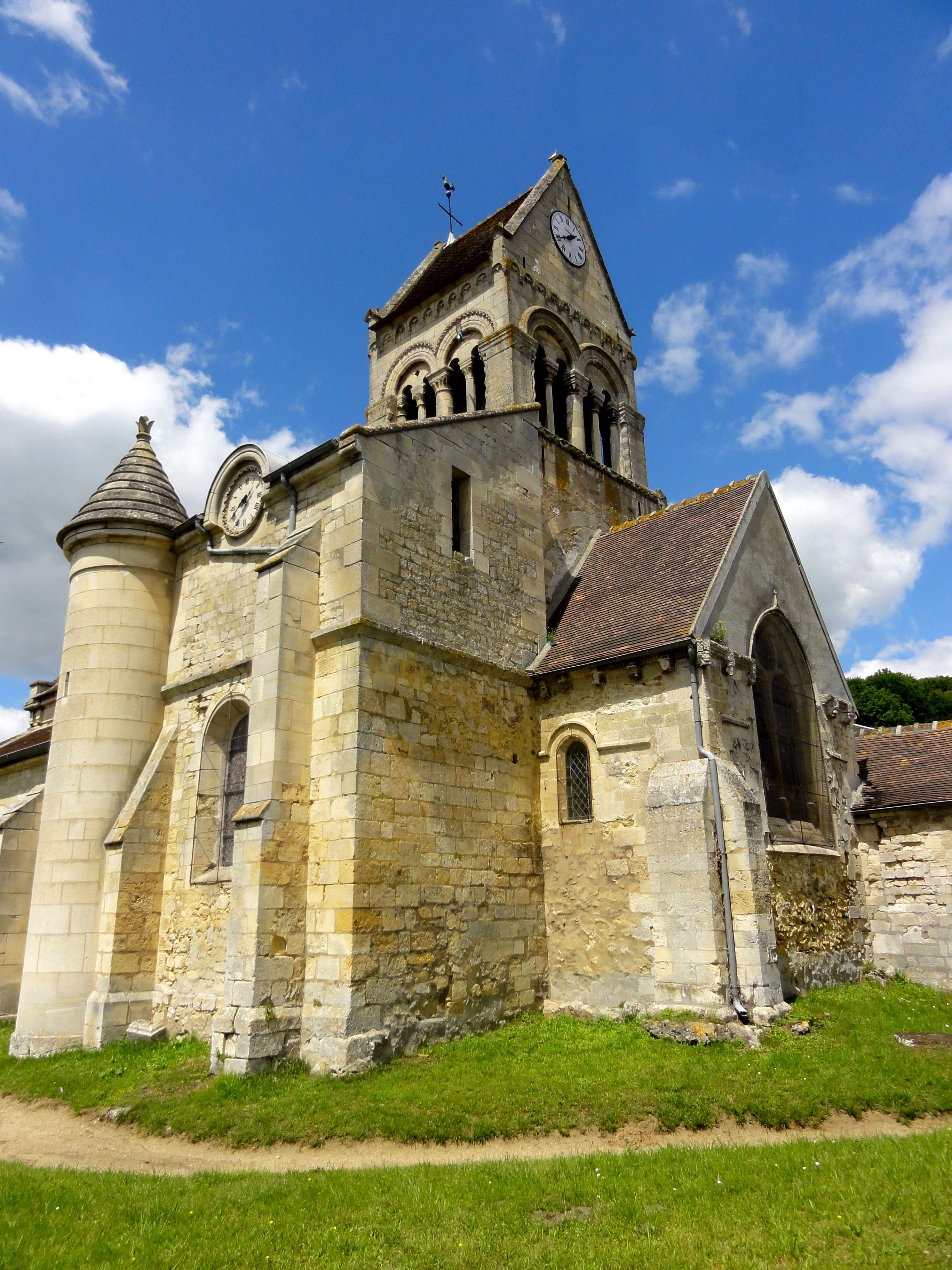
Le chevet et le clocher.
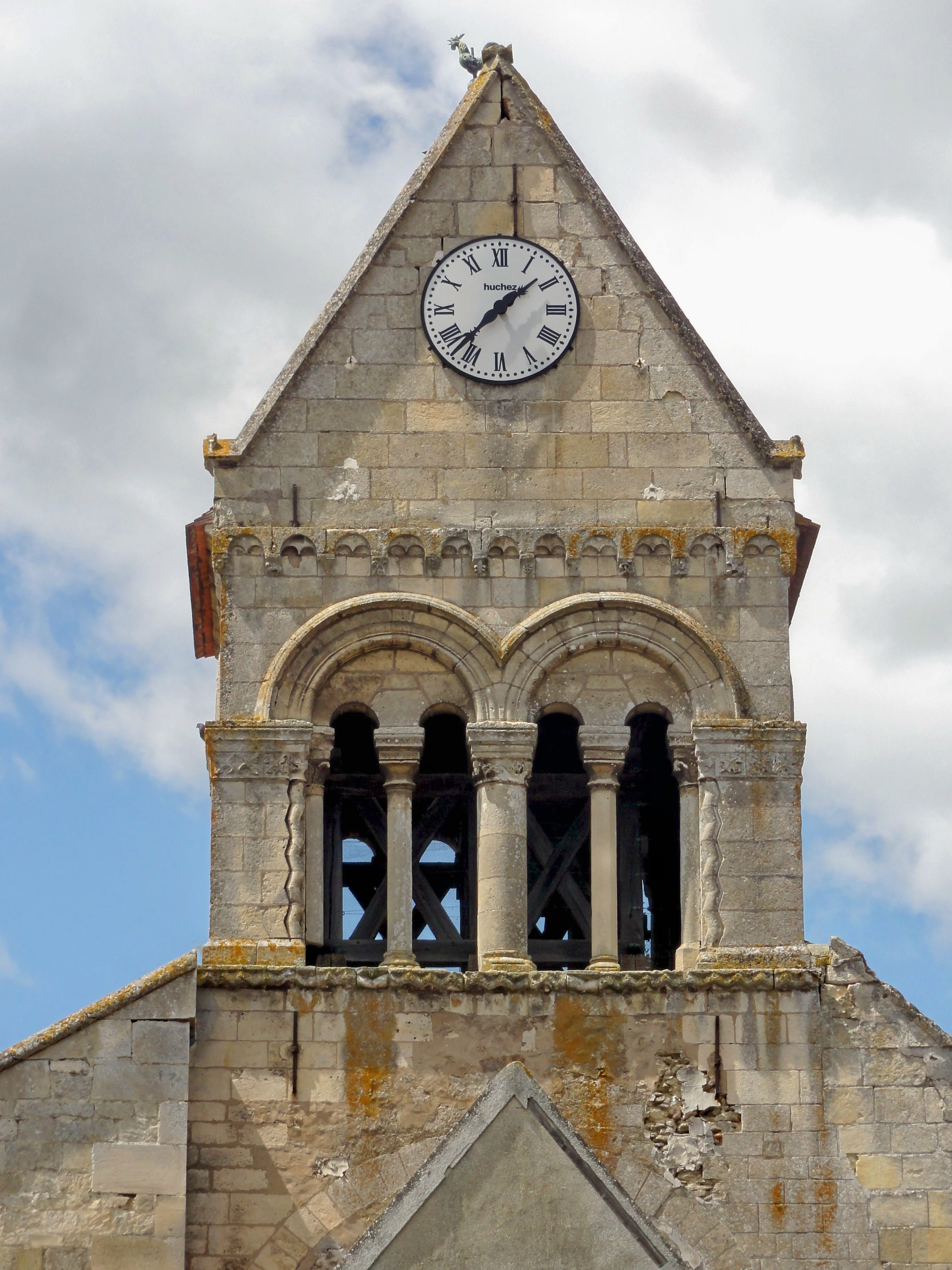
Le clocher
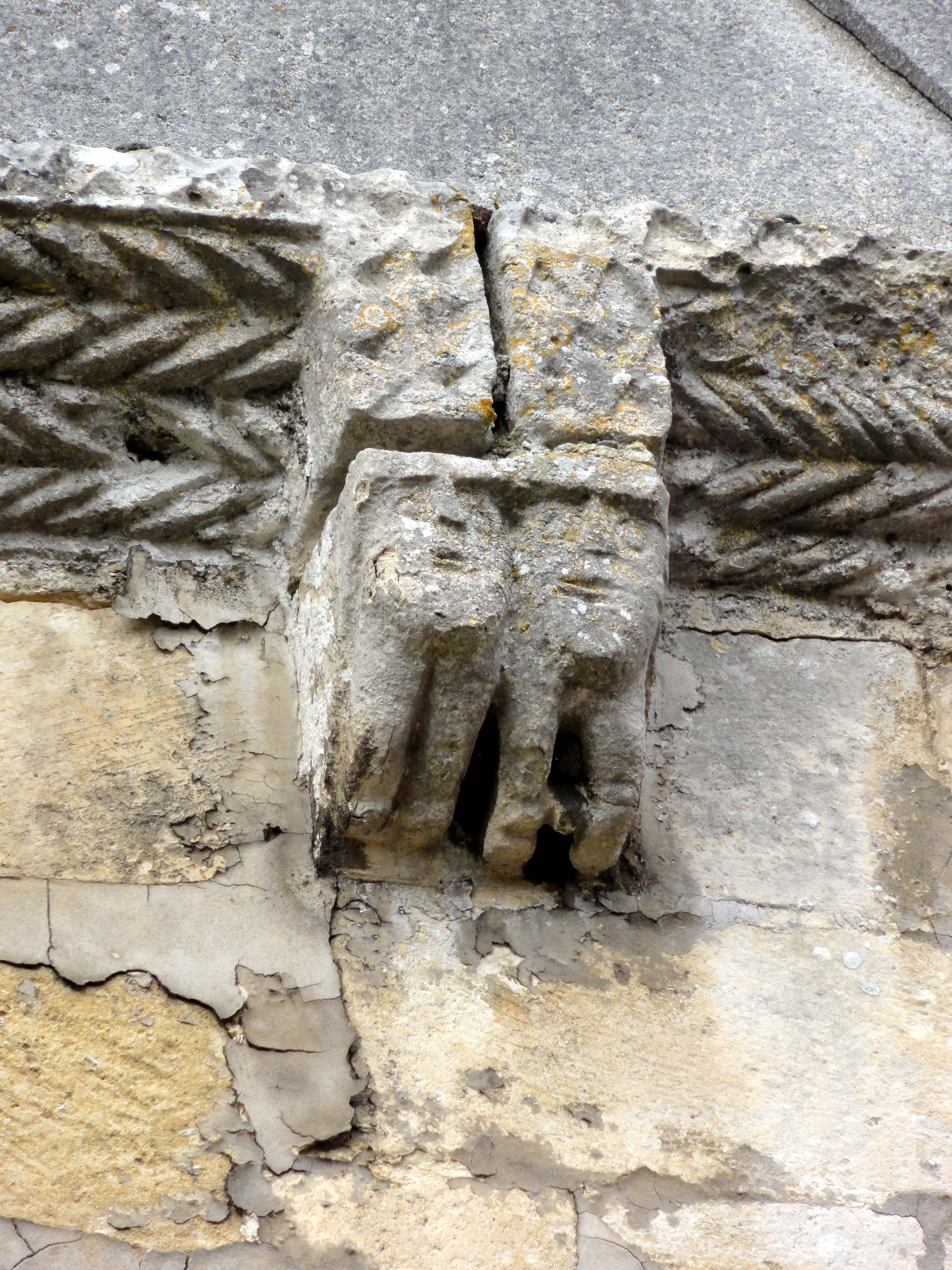
Modillon de corniche.
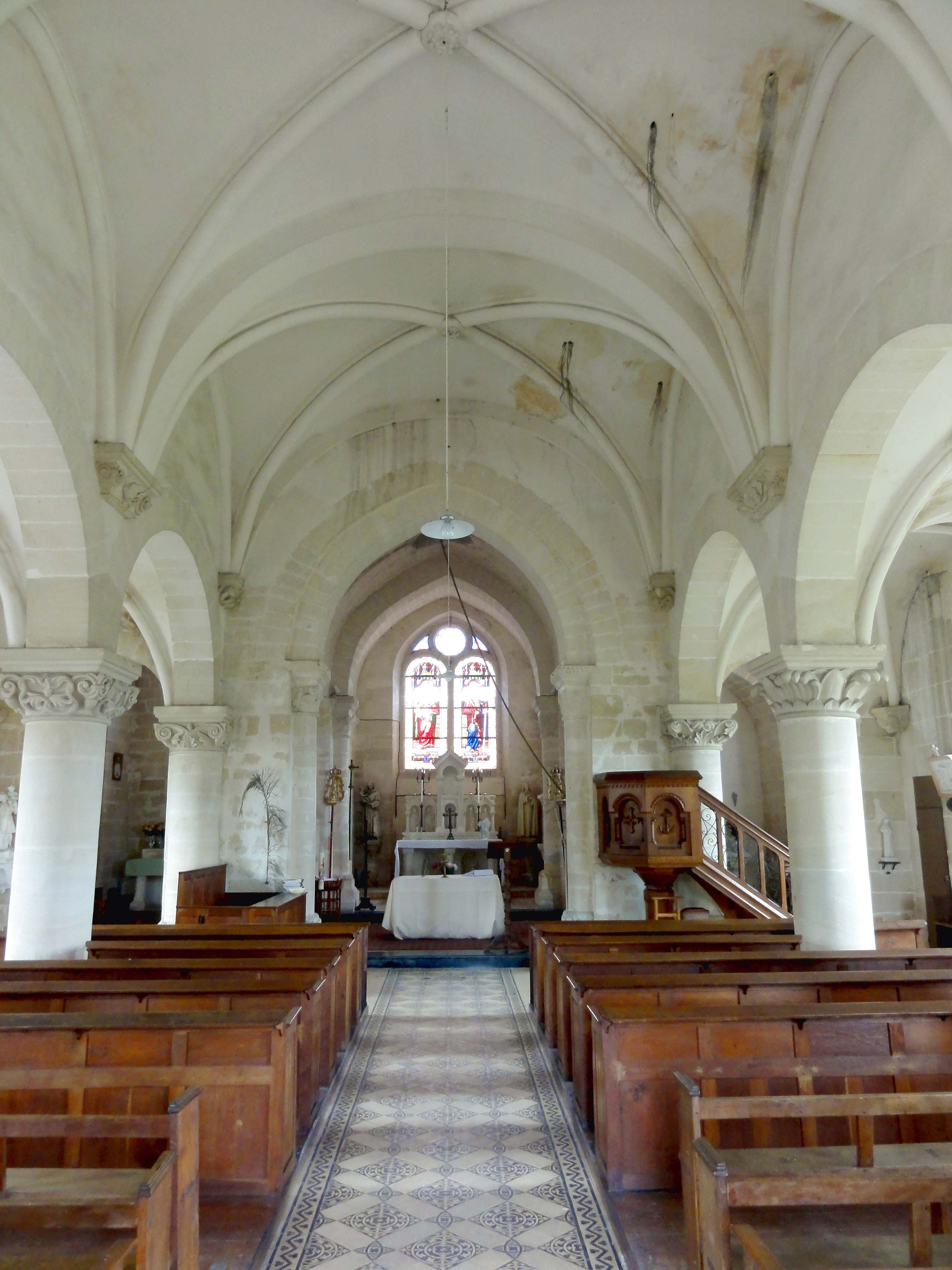
La nef.
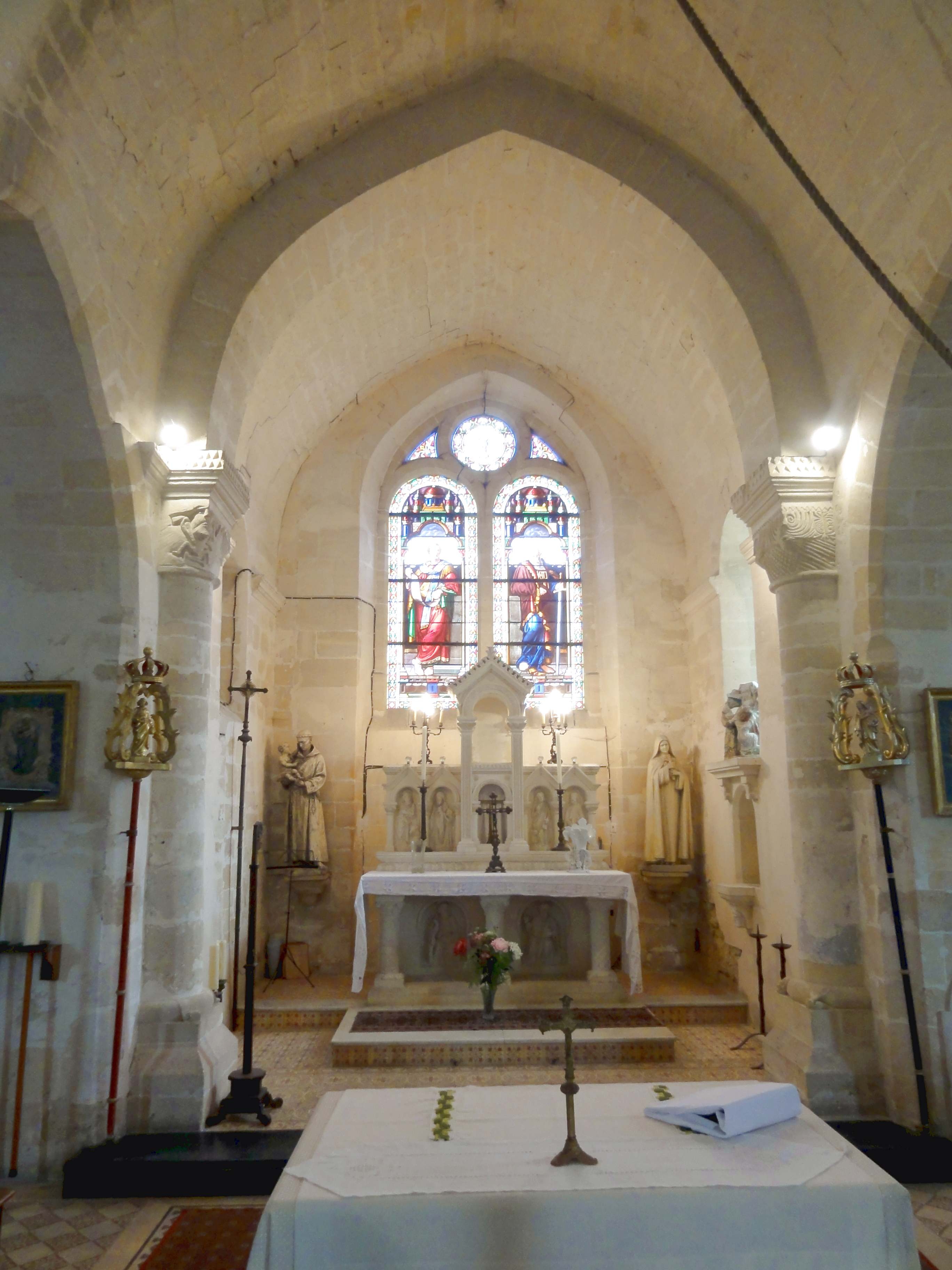
Le chœur.
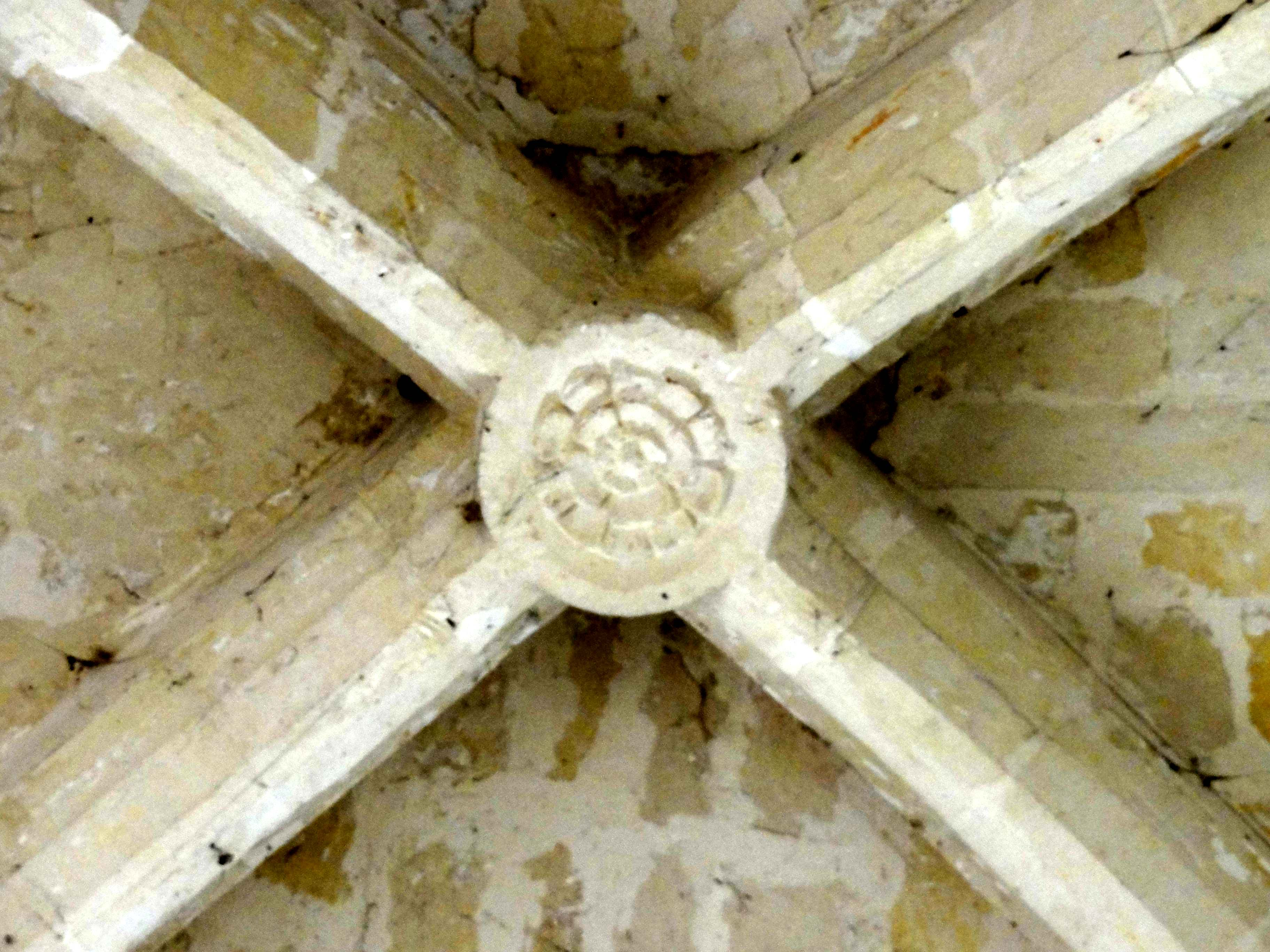
Clé de voûte.

### Personnalités liées à la commune
- Gaétan de La Rochefoucauld, qui fut maire de Liancourt, avait été conseiller municipal de Labruyère, de 1834 à 1837[a 4]
- Georges Tainturier (1890-1943), militaire, escrimeur (deux fois champion olympique) et résistant, né à Labruyère.

## Pour approfondir